# Miquihuana (kommun)
Miquihuana är en kommun i Mexiko.   Den ligger i delstaten Tamaulipas, i den centrala delen av landet, 500 km norr om huvudstaden Mexico City.
Följande samhällen finns i Miquihuana:
- Miquihuana